# Sermesse
Sermesse est une commune française située dans le département de Saône-et-Loire, en région Bourgogne-Franche-Comté.

## Géographie
Sermesse est une commune rurale de 256 habitants au dernier recensement, située en Bresse bourguignonne au pays des trois rivières (le Doubs, la Saône et la Dheune), géographiquement dans le nord-est de la Saône-et-Loire à la limite de la Côte-d'Or et du Jura.

### Climat
Pour des articles plus généraux, voir Climat de la Bourgogne-Franche-Comté et Climat de Saône-et-Loire.
En 2010, le climat de la commune est de type climat océanique dégradé des plaines du Centre et du Nord, selon une étude du Centre national de la recherche scientifique s'appuyant sur une série de données couvrant la période 1971-2000. En 2020, Météo-France publie une typologie des climats de la France métropolitaine dans laquelle la commune est exposée à un climat semi-continental et est dans la région climatique Bourgogne, vallée de la Saône, caractérisée par un bon ensoleillement (1 900 h/an), un été chaud (18,5 °C), un air sec au printemps et en été et des vents faibles.
Pour la période 1971-2000, la température annuelle moyenne est de 11 °C, avec une amplitude thermique annuelle de 17,9 °C. Le cumul annuel moyen de précipitations est de 889 mm, avec 11,3 jours de précipitations en janvier et 7,4 jours en juillet. Pour la période 1991-2020, la température moyenne annuelle observée sur la station météorologique de Météo-France la plus proche, « Bragny sur Saône », sur la commune de Bragny-sur-Saône à 4 km à vol d'oiseau, est de 12,3 °C et le cumul annuel moyen de précipitations est de 845,9 mm. 
La température maximale relevée sur cette station est de 40,3 °C, atteinte le 24 juillet 2019 ; la température minimale est de −12,9 °C, atteinte le 5 février 2012,,.
Les paramètres climatiques de la commune ont été estimés pour le milieu du siècle (2041-2070) selon différents scénarios d'émission de gaz à effet de serre à partir des nouvelles projections climatiques de référence DRIAS-2020. Ils sont consultables sur un site dédié publié par Météo-France en novembre 2022.

## Urbanisme

### Typologie
Au 1er janvier 2024, Sermesse est catégorisée commune rurale à habitat dispersé, selon la nouvelle grille communale de densité à sept niveaux définie par l'Insee en 2022.
Elle est située hors unité urbaine. Par ailleurs la commune fait partie de l'aire d'attraction de Chalon-sur-Saône, dont elle est une commune de la couronne,. Cette aire, qui regroupe 109 communes, est catégorisée dans les aires de 50 000 à moins de 200 000 habitants,.

### Occupation des sols
L'occupation des sols de la commune, telle qu'elle ressort de la base de données européenne d’occupation biophysique des sols Corine Land Cover (CLC), est marquée par l'importance des territoires agricoles (69,6 % en 2018), une proportion sensiblement équivalente à celle de 1990 (69,8 %). La répartition détaillée en 2018 est la suivante : terres arables (35,8 %), forêts (21,6 %), zones agricoles hétérogènes (17,2 %), prairies (16,7 %), zones urbanisées (5,4 %), eaux continentales (2,4 %), milieux à végétation arbustive et/ou herbacée (1 %). L'évolution de l’occupation des sols de la commune et de ses infrastructures peut être observée sur les différentes représentations cartographiques du territoire : la carte de Cassini (XVIIIe siècle), la carte d'état-major (1820-1866) et les cartes ou photos aériennes de l'IGN pour la période actuelle (1950 à aujourd'hui).

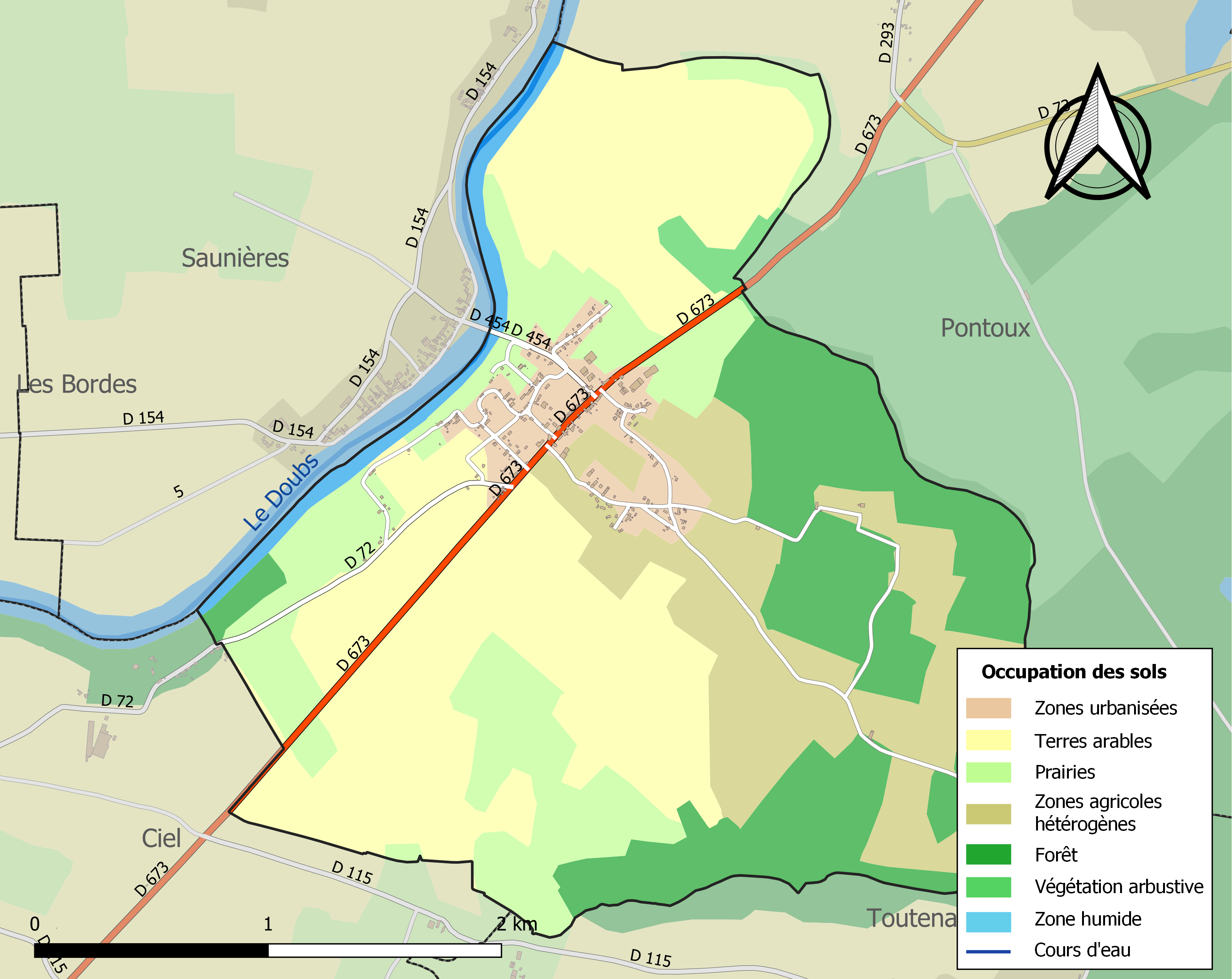
Carte des infrastructures et de l'occupation des sols de la commune en 2018 (CLC).

## Histoire
L'histoire fort ancienne de Sermesse est rattachée, en grande partie, à sa situation privilégiée sur de grandes voies de communication fluviales et terrestres. Des traces de présence humaine, dans la région, sont visibles le long de la Saône et du Doubs dès la préhistoire mais le développement du village de Sermesse est incontestablement lié à la présence de voies romaines en Gaule. En effet, la route sur laquelle Sermesse se situe, au kilomètre 26 depuis Chalon-sur-Saône, autrefois nommée RN 83BIS, puis RN 73 avant sa départementalisation, n'est qu'une partie de la voie dite « du Rhin »  qui reliait Lugdunum (Lyon), la capitale des Gaules, à la Germanie.
Jadis, l'église de Sermesse dépendait de l'évêque de Chalon. Le prieuré Saint-Pierre de Sermesse fut rattaché à l'abbaye de Baume-les-Messieurs unie aux Bénédictins de Saint Jérôme de Dole en 1513 par le pape Léon X.
Fouilles archéologiques subaquatiques sur un moulin hydraulique flottant et immergé dans le Doubs depuis environ 400 ans.

## Politique et administration
| Période                                  | Période   | Identité       | Étiquette | Qualité |
| ---------------------------------------- | --------- | -------------- | --------- | ------- |
| avant 1981                               | ?         | Louis Gallet   | DVG       |         |
| juin 1995                                | mars 2008 | Gabriel Cattey |           |         |
| mars 2008                                | en cours  | Michel Petit   |           |         |
| Les données manquantes sont à compléter. |           |                |           |         |

## Population et société

### Démographie
L'évolution du nombre d'habitants est connue à travers les recensements de la population effectués dans la commune depuis 1793. Pour les communes de moins de 10 000 habitants, une enquête de recensement portant sur toute la population est réalisée tous les cinq ans, les populations de référence des années intermédiaires étant quant à elles estimées par interpolation ou extrapolation. Pour la commune, le premier recensement exhaustif entrant dans le cadre du nouveau dispositif a été réalisé en 2006.

En 2022, la commune comptait 246 habitants, en évolution de +2,93 % par rapport à 2016 (Saône-et-Loire : −1,06 %, France hors Mayotte : +2,11 %).
| 1793 | 1800 | 1806 | 1821 | 1831 | 1836 | 1841 | 1846 | 1851 |
| ---- | ---- | ---- | ---- | ---- | ---- | ---- | ---- | ---- |
| 286  | 329  | 346  | 355  | 352  | 389  | 413  | 416  | 434  |

| 1856 | 1861 | 1866 | 1872 | 1876 | 1881 | 1886 | 1891 | 1896 |
| ---- | ---- | ---- | ---- | ---- | ---- | ---- | ---- | ---- |
| 440  | 443  | 442  | 459  | 436  | 432  | 467  | 444  | 425  |

| 1901 | 1906 | 1911 | 1921 | 1926 | 1931 | 1936 | 1946 | 1954 |
| ---- | ---- | ---- | ---- | ---- | ---- | ---- | ---- | ---- |
| 364  | 372  | 369  | 327  | 309  | 319  | 284  | 216  | 211  |

| 1962 | 1968 | 1975 | 1982 | 1990 | 1999 | 2006 | 2011 | 2016 |
| ---- | ---- | ---- | ---- | ---- | ---- | ---- | ---- | ---- |
| 201  | 191  | 166  | 158  | 156  | 172  | 202  | 244  | 239  |

| 2021 | 2022 | - | - | - | - | - | - | - |
| ---- | ---- | - | - | - | - | - | - | - |
| 241  | 246  | - | - | - | - | - | - | - |

## Vie locale

### Cultes
Sermesse relève de la paroisse Saint-Jean-Baptiste-des-Trois-Rivières, qui regroupe dix-neuf villages et a son siège à Verdun-sur-le-Doubs.

## Culture locale et patrimoine

### Lieux et monuments
Sont à voir à Sermesse :
- l'église Saint-Vincent, qui fut incendiée en 1636, durant les guerres de Comté, par les troupes du général Gallas et ne fut reconstruite qu'en 1733[17] ;
- la croix de cimetière, érigée en 1837 aux abords de l'église[18].

### Personnalités liées à la commune
Parmi les personnalités attachées à l'histoire de Sermesse figure :
- Désiré Barodet (1823-1906), parlementaire français, est né à Sermesse[19].